# Ernst Jachtmann
Ernst Jachtmann (* 2. Mai 1907 in Darmstadt; † 8. Mai 1980 in Unterammergau) war ein deutscher Flugpionier.

## Leben
Ernst Jachtmann kam schon in seiner Kindheit mit den Anfängen der Luftfahrt auf dem Griesheimer Flugplatz und dem Flugpionier August Euler in Kontakt. Jachtmann erlernte zunächst den Beruf des Elektromechanikers. Nach dem Ersten Weltkrieg war die Fliegerei in Deutschland verboten. Unmittelbar nach Lockerung des Verbots wurden der Verein Hessen-Flieger Verein für Luftfahrt 1924 Darmstadt gegründet. Jachtmann wurde daraufhin deren Mitglied. Auf dem Flugplatz Wasserkuppe sammelte er erste Flugerfahrungen. Danach trieb Jachtmann, neben Robert Kronfeld die Flugzeugschleppmethode des Windenstarts weiter voran. 1931 stellte er – mit einer Flugzeit von fünfeinhalb Stunden – den „Bergstraßenrekord“ auf. Danach war er als Fluglehrer im Odenwald tätig. Während der NS-Zeit arbeitete er als Segelfluglehrer und NSFK-Sturmbannführer auf dem Flugplatz in Griesheim.
Im Jahre 1937 stellte er mit der von Richard Mihm konstruierten RM 4 von der Insel Sylt aus einen neuen Dauerflugrekord mit einer Flugzeit von 41 Stunden auf. Jachtmann wechselte wenige Jahre später zur Lufthansa, wo er Transportflugzeuge flog. Am Roten Kliff stellte er im Juni 1938 mit 17 Stunden 22 Minuten einen neuen Weltrekord für Doppelsitzer auf. 1942 wurde er bei einem Flugzeugabsturz schwer verletzt; in der Folge musste ihm ein Bein amputiert werden. Trotzdem konnte er weiterhin als Fluglehrer arbeiten. Im September 1943 stellte er in einem Einsitzer Jacobs-Schweyer Weihe (Kennzeichen: D–4–1841) an der Steilküste von Brüsterort einen neuen Dauerflugrekord mit einer Flugzeit von fast 56 Stunden auf. Laut einem Beitrag im Heft Nr. 3 der Flugsport vom 15. März 1944 wurde sein Rekord in der Klasse D, 1. Kategorie (Einsitzer), von der Fédération Aéronautique Internationale (FAI) anerkannt. Einem Beitrag im Spiegel über den Rekordflieger Guy Marchand vom 20. September 1950 hingegen ist zu lesen, dass dieser aufgrund des Kriegs nicht anerkannt wurde, Marchand den offiziellen FAI-Dauerflugrekord nach einem Flug von 40 Stunden und 51 Minuten im Jahr 1949 aufstellte. Unmittelbar nach dem Zweiten Weltkrieg nutzte er den Militärflugplatz in Großostheim für Motor- und Segelflug.
In den folgenden Jahren arbeitete Jachtmann in Berlin, München und Oberammergau. Er konnte aber nicht mehr an seine früheren Erfolge anknüpfen. Jachtmann wurde sogar die Fluglehrerlizenz entzogen und er wurde insolvent. Im Jahre 1980 starb Ernst Jachtmann.